# عزمی نصار
عزمی نصار (عربی: عزمي نصار؛ ۳ اکتبر ۱۹۵۷ – ۲۶ مارس ۲۰۰۷) بازیکن و مربی فوتبال متولد اسرائیل اهل فلسطین بود.